# 丁濟生

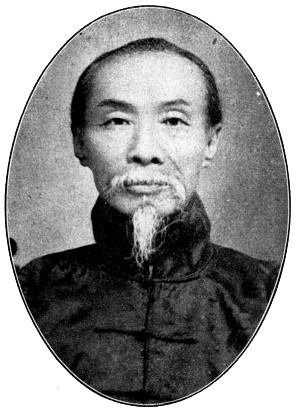
《民國之精華》中的丁濟生照片

丁濟生（1847年?—?）字梅巌（一作字梅巖），福建省建寧縣人，中華民國政治人物、教育家。

## 生平
丁濟生是清朝拔貢生，後肄業於法政學堂。畢業後，分發江西，補用直隸州州判，後從事教育工作，歷任客籍學堂學監、建寧縣濉川書院掌院、高等小學校校長、邵武中學校校長。
中華民國成立後，民國二年（1913年），出任第一屆國會眾議院議員。國會解散後，回到家鄉從事教育工作，不問政治。1916年，第一屆國會第二期常會開幕，丁濟生赴北京繼續擔任眾議院議員。後來，丁濟生曾任護法國會眾議院議員。